# Karl Kaus
Karl Kaus (* 17. Juli 1940 in Villach; † 30. Dezember 2015) war ein österreichischer Prähistoriker und Landesarchäologe im Rang eines Oberregierungsrates des Burgenlandes.

## Leben
Karl Kaus studierte in Wien zunächst Rechts- und Staatswissenschaften. Von 1966 bis 1974 absolvierte er das Studium der Ur- und Frühgeschichte bei Richard Pittioni, Fritz Felgenhauer, Herbert Mitscha-Märheim, Franz Hančar und Karl Kromer sowie zusätzlich archäologische Fächer bei Anton Betz, Hedwig Kenner, Robert Göbl, Rudolf Noll, Hermann Vetters und im Nebenfach Volkskunde bei Richard Wolfram, Karoly Gáal und Adalbert Klaar. Er promovierte mit der Arbeit über Chronologie und Bestattungssitten der Hallstattkultur in Niederösterreich und dem Nordburgenland.
Er begann 1969 mit Ausgrabungen im Burgenland und war ab 1973 am Burgenländischen Landesmuseum in Eisenstadt tätig. Als Landesarchäologe blieb er dem Burgenland bis zu seiner Pensionierung im Dezember 2005 verbunden.

## Forschung
Sein Forschungsschwerpunkt lag auf der Urgeschichte des pannonischen Raums. Sein Augenmerk richtete er zudem auf Forschungen rund um die römische Bernsteinstraße, römische Inschriften, Weinbau und detailliert auf die Forschungsgeschichte. Wegweisende wissenschaftliche Artikel zu diesen Themenkreisen sind in seinem 2006 erschienenen Werk „Opera selecta, Burgenland. Archäologie und Landeskunde“ zusammengefasst.
Mit dem Lehrauftrag für Bodendenkmalpflege, Museumskunde und Ausstellungsgestaltung als Universitätslektor der Universität Wien sensibilisierte er zwischen 1978 und 1995 angehende Prähistoriker für nationale und internationale Denkmalschutzgebung und regte zur kritischen Auseinandersetzung der Darstellung wissenschaftlicher Inhalte für Museumsbesucher an. In über dreißig Jahren archäologischer Tätigkeit leitete Kaus über 600 Ausgrabungen und Fundbergungen, publizierte rund 330 Beiträge – mit dem Schwerpunkt auf archäologischen Funden aus dem Burgenland – und war an 200 Sonderausstellungen konzeptionell sowie führend beteiligt. Zusätzlich zu seiner aktiven Teilnahme an zahlreichen nationalen und internationalen Kongressen, war er in der Erwachsenenbildung tätig und arbeitete eng mit dem ORF-Landesstudio Burgenland zusammen.
2001 erhielt er den Kulturpreis für Wissenschaft des Landes Burgenland.

## Schriften (Auswahl)
- Zur Zeitstellung von ur- und frühgeschichtlichen Eisenverhüttungsanlagen Burgenlands auf Grund der Kleinfunde. Archäologische Eisenforschung in Europa. In: Archäologische Eisenforschung in Europa. Mit besonderer Berücksichtigung der ur- und frühgeschichtlichen Eisengewinnung und Verhüttung in Burgenland. Symposium Eisenstadt 1975 (= Wissenschaftliche Arbeiten aus dem Burgenland. Heft 59). Burgenländisches Landesmuseum, Eisenstadt 1977, ISBN 3-85405-051-8, S. 5–10, zobodat.at [PDF]
- Zum Herrschaftsbereich hallstättischer „Fürstensitze“ am Alpen-Ostrand. In: Bogusław Gediga, Lech Leciejewicz, Włodzimierz Wojciechowski (Red.): Rola oddziaływań kręgu halsztackiego w rozwoju społeczeństw epoki żelaza w Polsce Zachodniej na tle środkowoeuropejskim. Materiały konferencyjne. Polska Akademia Nauk – Komisja Nauk Humanistycznych – Sekcja Archeologiczna, Wrocław 1980, S. 139–153.
- mit Erzsébet Jerem und Eszter T. Szönyi: Kelten und Römer um den Neusiedlersee. = Kelták és Rómaiak a Fertö tó vidékén. Xántus János Múzeum u. a., Győr u. a. 1982, (Ausstellungskatalog, gemeinsame Sonderausstellung des Komitats Győr-Sopron und des Landes Burgenland : Győr 1981, Eisenstadt 1982).
- Zwei Messerschmitt Bf 110 – Zeugen des Luftkrieges über dem Burgenland. In: Stefan Karner (Hrsg.): Das Burgenland im Jahr 1945. Beiträge zur Landes-Sonderausstellung 1985. Amt der Burgenländischen Landesregierung – Abteilung XII/2, Eisenstadt 1985, S. 119–122.
- Grabhügel der Kalenderbergkultur – Kritische Anmerkungen zu Grabungstechnik, Befundauswertung und Chronologie. In: László Török (Hrsg.): Hallstatt-Kolloquium. Veszprém 1984 (= Antaeus. Beiheft. 3, ISSN 0133-6924). Bibliothek des Archäologischen Instituts der Ungarischen Akademie der Wissenschaften, Budapest 1986, S. 119–123.
- Darufalva (Draßburg), Lócsmand (Lutzmannsburg), Pinkaóvár (Burg) – Burgenlandi vörös sáncok régészeri vizgálatainak eredményei 1891–1986-ig. In: Soproni szemle. Jg. 41, 1987, ISSN 0133-0748, S. 330–339.
- Ein Grabstein des 4. Jahrhunderts aus Tadten im Burgenland. Mihály Praznovszky (Hrsg.): 2. Internationales Kolloquium über Probleme des Provinzialrömischen Kunstschaffens. Vorträge der Tagung in Veszprém (14. Mai – 18. Mai 1991). Laczkó Dezső Múzeum, Veszprém 1992, ISBN 963-7385-13-4, S. 199–204.
- Burgenland. Archäologie und Landeskunde. Opera selecta – ausgewählte Schriften (= Wissenschaftliche Arbeiten aus dem Burgenland. Heft 114). Burgenländisches Landesmuseum, Eisenstadt 2006, ISBN 3-85405-153-0.